# Трубченко Павло Абрамович
Павло́ Абра́мович Трубченко (1901, місто Катеринослав, тепер Дніпро — 29 вересня 1963, місто Нікополь Дніпропетровської області) — український радянський діяч, директор Нікопольського південнотрубного заводу (1950—1963).

## Біографія
Народився в родині робітників. З 1923 року працював слюсарем-інструментальником на металургійному заводі імені Петровського в місті Катеринославі (Дніпропетровську).
Після того, як без відриву від виробництва в 1928 році закінчив Дніпропетровський вечірній металургійний інститут, обіймав інженерні та керівні посади: був інженером, завідувачем бюро організації праці, начальником трубних цехів, начальником виробничого відділу трубопрокатного заводу імені Леніна в місті Дніпропетровську. Член ВКП(б).
У 1937—1941 роках — начальник трубопрокатного цеху, заступник головного інженера Нікопольського південнотрубного заводу Дніпропетровської області. У серпні 1941 року керував вивозом цехового устаткування заводу на Урал, працював там на Новотрубному заводі.
У 1944—1950 роках — головний інженер Нікопольського південнотрубного заводу Дніпропетровської області.
У 1950 — 29 вересня 1963 року — директор Нікопольського південнотрубного заводу Дніпропетровської області. Під час його роботи на посаді директора були побудовані заводські цехи: трубоелектрозварювальний (1955), новий труболиварний (1955), геологорозвідувальних труб № 6 (1956), перший в СРСР трубо-пресовий цех № 3 (1958), трубоволочильний цех № 2 (1959). У Нікополі збудовано Палац культури (1956).
Помер 29 вересня 1963 року. Його ім'ям названо вулицю в Нікополі.

## Нагороди
- два ордени Леніна (1949, 1958)
- два ордени «Знак Пошани»
- медалі
- Сталінська премія (1951) — за розробку та освоєння виробництва безшовних труб великого діаметра.